# Karl Moritz Schumann
Karl Moritz Schumann (va néixer el 17 de juny  de 1851 a Görlitz; i va morir el 22 de març de 1904 a Berlín) va ser un botànic alemany. La seva abreviatura oficial d'autor botànic és "K.Schum".

## Biografia
Karl Moritz Schumann va assistir fins a 1869 al Realgymnasium de Görlitz. Després va estudiar a Berlín, Múnic i Breslau, on inicialment es va dedicar a la química, però després es va dedicar a la botànica. El 19 de juliol de 1873 va obtenir el seu doctorat amb l'obra Dickenwachsthum und Cambium a la Universitat de Breslau. De 1872 a 1876 Schumann va treballar com assistent de Heinrich Göppert. El novembre de 1875, Schumann va aprovar l'examen estatal prussià i va ensenyar des de 1876 durant vuit anys al Realgymnasium "Zum heiligen Geist" a Breslau. A l'estiu de 1884 va ser contractat per August Wilhelm Eichler com a conservador al Museu Botànic de Berlín. Al juny de 1892 va ser nomenat professor i va rebre a la primavera de 1893 el dret a celebrar conferències sobre botànica a la Universitat de Berlín.
El 1890, Schumann va ser elegit membre de la secció de biologia de l'Akademie der Wissenschaften. Al desembre de 1892 es va convertir en president de la recentment fundada societat d'amics del cactus, que va ser rebatejada el 1898 per la Deutsche Kakteen-Gesellschaft. Va ocupar aquest càrrec, amb una breu interrupció el 1897, fins a la seva mort. Va morir a l'edat de 52 anys a causa d'una operació de bufeta.

## Obres
L'obra més important de Schumann va ser la Gesamtbeschreibung der Kakteen (Monographia Cactacearum) publicada el 1899, la primera descripció exhaustiva d'aquest tema. En aquesta obra es van resumir les 670 espècies de cactus conegudes a 21 gèneres. A Schumann segueix la classificació encara vàlida dels cactus en les subfamílies Pereskioideae, Opuntioideae i Ceroideae (aquesta última avui Cactoideae).
Juntament amb Ernst Friedrich Gilg va publicar l'obra Das Pflanzenreich, Verlag J. Neumann, Neudamm (1900).
Karl Moritz Schumann va participar en el Die natürlichen Pflanzenfamilien d'Adolf Engler i Carl Prantl i a Flora Brasiliensis de Martius. També va publicar els primers llibrets del treball recollit a Blühende Kakteen de 1900 a 1904 i és autor del llibre de text Praktikum für morphologische und systematische Botanik (1904).
Schumann va ser des de setembre de 1891 redactor de la revista mensual Monatsschrift für Kakteenkunde i de 1891 a 1902 coeditor de l'Atlas der offizinellen Pflanzen (Atles de les designacions oficials de plantes).

## Honors
Des de 1994, la Deutsche Kakteen-Gesellschaft publica la revista Schumannia. A més, des de 1995 es va establir anualment el Premi Karl Schumann per a treballs científics en el camp de la ciència de les suculentes.
Segons Schumann, el gènere de plantes Schumannia O. Kuntze, Schumannianthus Gagnep. sowie Schumanniophyton Harms benannt, així com espècies vegetals individuals com els cicadofitins cycas schumanniana o Mammillaria schumannii, Cyperus karlschumannii i Notocactus schumannianus.